# باول ارين
باول ارين (بالإنجليزية: Paul Warren)‏ هو ممثل بريطاني، ولد في 28 أكتوبر 1974 في المملكة المتحدة.

## وصلات خارجية
- باول ارين على موقع IMDb (الإنجليزية)
- باول ارين على موقع قاعدة بيانات الفيلم (الإنجليزية)